# Süchbaatar (Stadt)
Süchbaatar (mongolisch Сүхбаатар) ist die Hauptstadt des Selenge-Aimag im Norden der Mongolei. 

## Geografie
Die Stadt liegt am Fluss Orchon. Der Bahnhof der Stadt ist der Grenzbahnhof zu Russland an  der Transmongolischen Eisenbahn.

## Geschichte
Die Stadt wurde 1940 gegründet und nach dem mongolischen Revolutionsführer Damdin Süchbaatar benannt.

## Söhne und Töchter der Stadt
- Dugarsürengiin Ojuunbold (1957–2002), Ringer